# Brézentine
Die Brézentine ist ein Fluss in Frankreich, der im Département Creuse in der Region Nouvelle-Aquitaine verläuft. Sie entspringt im südwestlichen Gemeindegebiet von Bussière-Dunoise, entwässert generell Richtung Nordnordwest und mündet nach rund 21 Kilometern im Gemeindegebiet von Lafat als rechter Nebenfluss in die Sédelle.

## Orte am Fluss
(Reihenfolge in Fließrichtung)
- Cessac, Gemeinde Bussière-Dunoise
- Pradeau, Gemeinde Fleurat
- Naillat
- La Villatte, Gemeinde Colondannes
- Sagnat
- Lafat